# Vliegend paard van Gansu
Het Vliegend paard van Gansu (銅奔馬), is een Chinees bronzen beeld uit de periode van de Oostelijke Han dynastie. Het is ontdekt de buurt van de stad Wuwei, in de provincie Gansu en het wordt tentoongesteld in het Gansu Provincial Museum.

## Beschrijving
Het beeld is gemaakt van brons. Het is 34,5 cm hoog, 45 cm lang, 13,1 cm breed en weegt ongeveer 7,15 kg.
Hij snelt door de lucht op een zwaluw (voet van standbeeld) die verbaasd opkijkt. In tegenstelling tot Pegasus, het westerse vliegende paard, vertegenwoordigt het vleugelloze Han-paard een ideaal paard dat zo snel kan galopperen dat het de wind lijkt te overtreffen.
Het beeld is perfect in balans op slechts één hoef, om de illusie van vliegen te voltooien.

## Ontdekking en wereldfaam
Het  vliegende paard van Gansu  werd ontdekt in 1969.
De ontdekking werd gedaan door een team van lokale bewoners aan wie was verteld om schuilkelders te graven in het geval van een naderende oorlog met de Sovjet-unie. Tijdens de opgravingen vonden ze een kamer onder een klooster met een groep van meer dan 200 bronzen beeldjes van mannen, paarden en strijdwagens, die ze in plastic zakken stopten en mee naar huis namen.
Ze beseften later het belang van hun vondst en rapporteerden dit aan provinciale autoriteiten. Professionele archeologen namen vervolgens de opgraving over. Ze ontdekten een drie-kamerig graf dat blijkbaar door plunderaars kort na de oorspronkelijke begrafenis was betreden, ongeveer 2.000 jaar eerder. De plunderaars waren echter niet de kamer binnengegaan waarin de bronzen waren gevonden. De archeologen bepaalden dat het weelderige graf dat van een Han-dynastie-generaal was die de belangrijke taak had gekregen om de imperiale verdedigingswerken te handhaven. Ze brachten de bronzen naar het museum in Lanzhou.
De in Lanzhou tentoongestelde groep bronzen beelden werd bezocht door Guo Moruo. Guo was onder de indruk van de schoonheid van het paard en selecteerde het voor nationale en internationale tentoonstelling. Het beeld is tentoongesteld in diverse Europese landen en de Verenigde Staten.
Hoewel wetenschappers er later op wezen dat de vogel waarschijnlijk een kraai of een boomvalk is, werd het stuk in veel landen in de jaren '70 tentoongesteld als 'Galopperend paard op een vliegende zwaluw'.
In december 1983 werd het bronzen vliegend paard aangewezen als een symbool van het Chinese toerisme.
In 2002 heeft het rijksbestuur van cultureel erfgoed het beeld opgenomen in de lijst van culturele overblijfselen die niet buiten China mogen worden tentoongesteld.